# Кишинёвская шахта
Кишинёвская шахта (рум. Mina din Chișinău) — предприятие, занимающееся добычей и обработкой нерудных материалов. Находится в Кишинёве (Молдавия). Данное предприятие обладает уникальным для Европы месторождением. Добытый здесь камень соответствует самым высоким характеристикам качества. Кишинёвская шахта занимается добычей котельца, блоков и мелузы. Предприятие создано в 1969 году, на данный момент[когда?] на шахте работает 121 человек.

## Руководство
- До 2013 года — Маариф Рагимов[1][2]
- С 4 сентября 2013 года — Ион Чебану (бывший министр молодёжи и спорта Республики Молдова)
- С 2015 года — Серджиу Лунгу, ранее работавший главным инженером предприятия.